# Eulecanium giganteum
Eulecanium giganteum är en insektsart som först beskrevs av Shinji 1935.  Eulecanium giganteum ingår i släktet Eulecanium och familjen skålsköldlöss. Inga underarter finns listade i Catalogue of Life.